# ヤシカ
株式会社ヤシカ（Yashica）は、1949年から1983年まで長野県に存在したカメラメーカーである。1972年以降の本社は長野県岡谷市長地小萩（現：京セラ長野岡谷工場）にあった。旧社名は「八洲（やしま）精機株式会社」（1949～1953年）、「八洲光学精機株式会社」（1953～1958年）。「ヤシマ」ブランドの老舗顕微鏡メーカー八洲光学工業との関連は一切ない。

ヤシカのロゴ

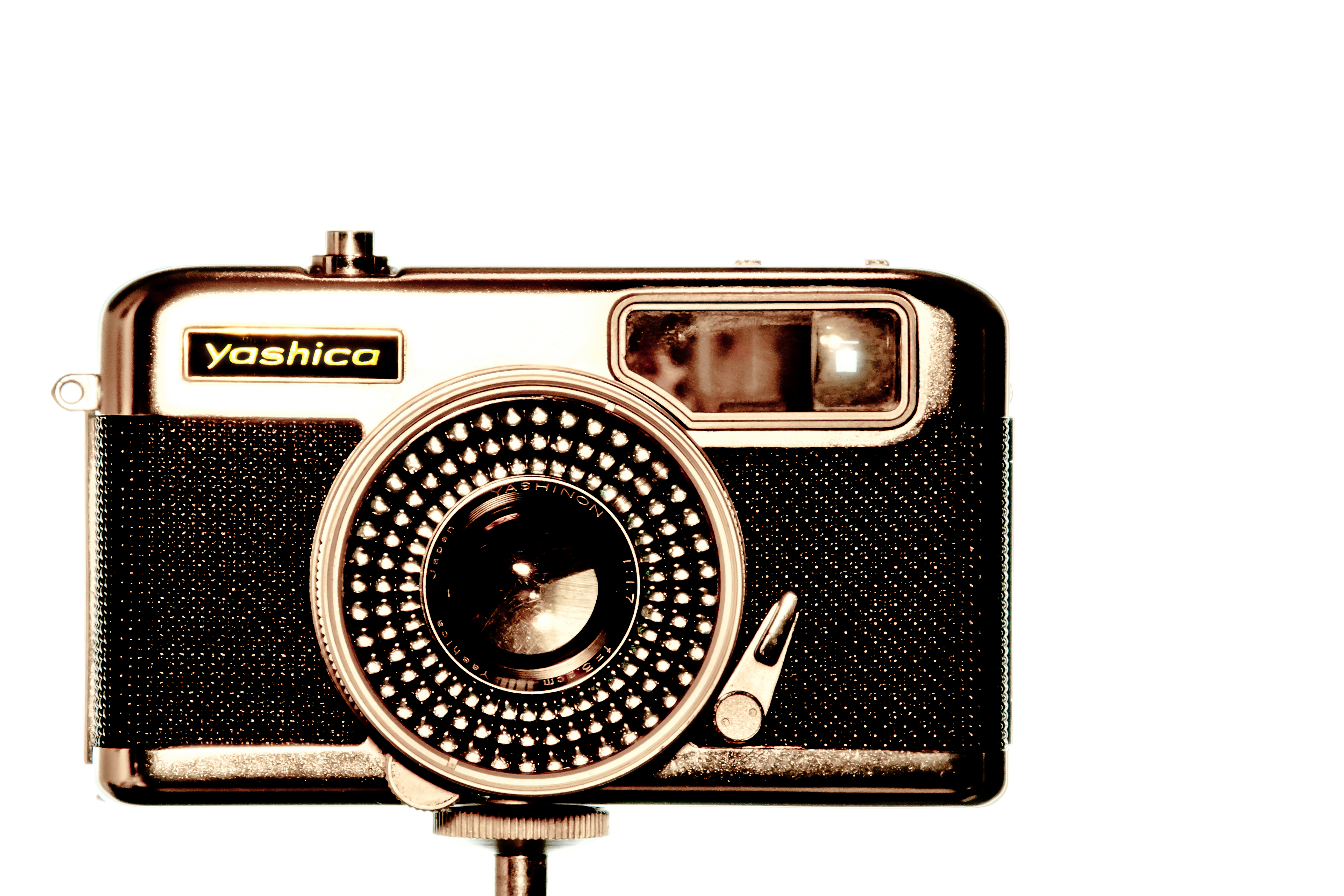
ヤシカハーフ17ラピッド（1965年発売）

## 概要
1949年に長野県諏訪市で創業。精密機械及びその部品、各種カメラの光学器械、写真感光材料の製造販売を主な事業とし、カメラの販売高は昭和30年代において国内販売・輸出共に首位に立っていた。1975年に経営破綻し、京セラ株式会社が1983年に吸収合併した。
合併後も京セラは国外向けカメラ製品のブランドとして「Yashica」を使用し続けたが、2007年の光学事業撤退時に商標権をJNCデイタム・テック・インターナショナル（香港）に売却。日本国内ではその後新興光学機器メーカーとJNCが提携したライセンス契約を結んで販売している（一時期撤退期間あり。後述）

## 歴史

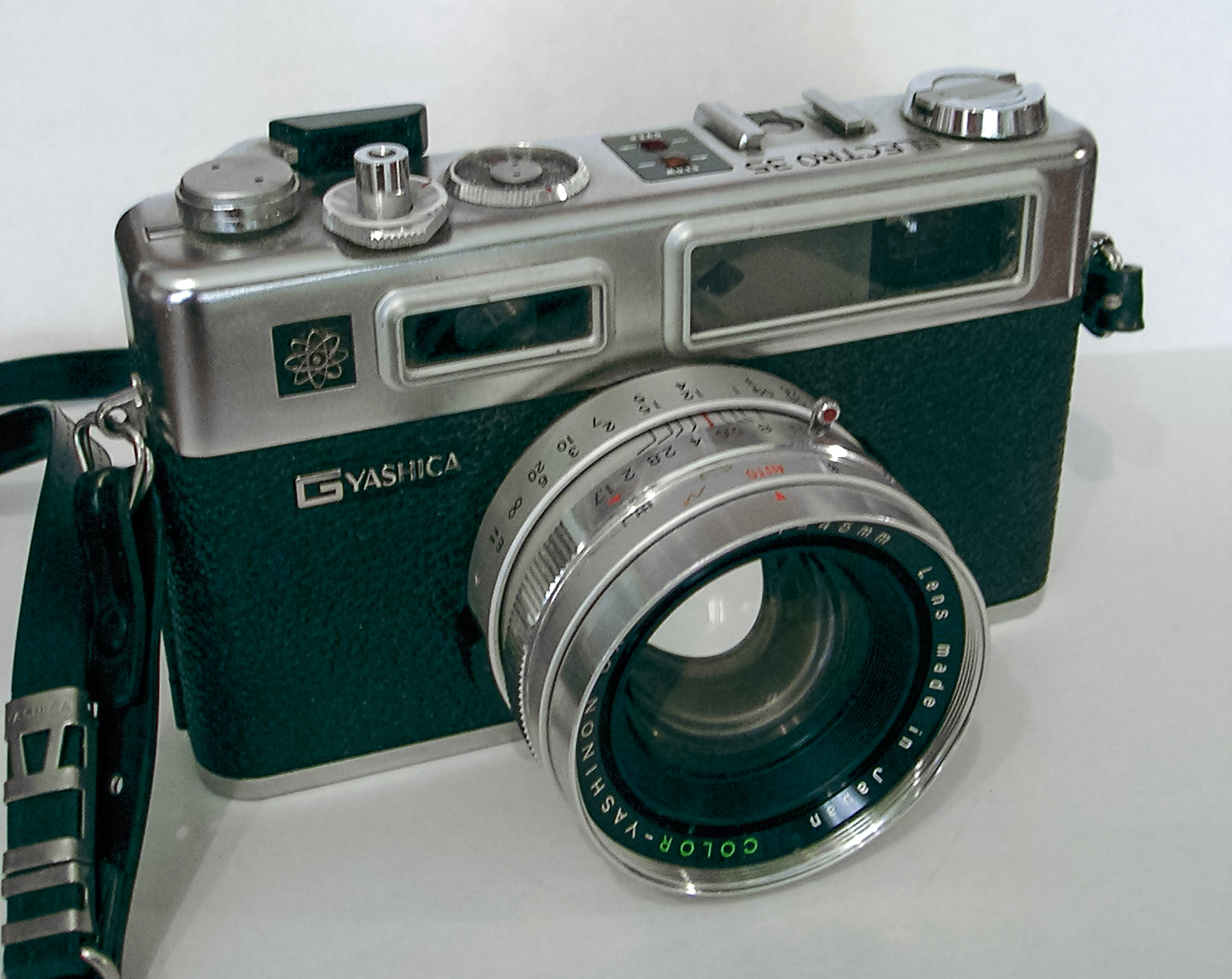
ヤシカエレクトロ35GSN(1973年)

長野県諏訪市のバルブメーカー北澤工業株式会社（現・東洋バルヴ株式会社）勤務の牛山善政が独立して1949年12月、従業員8人で電気時計メーカー「八洲（やしま）精機株式会社」を創業。その後「ピジョン」ブランドで写真用品を販売していたエンドー写真用品株式会社（東京都中央区京橋）からカメラ生産を受託し、株式会社富岡光学器械製造所のレンズを使用した6×6cm判二眼レフカメラの「ピジョンフレックス」を1953年6月に発売した。同年には社名を「八洲光学精機株式会社」に改称した。さらに折からの二眼レフブームに乗り、1954年にかけてピジョンフレックスと同一設計の「ヤシマフレックス」および「ヤシカフレックス」、シャッターを株式会社コパル光機製作所製に変更した「ヤシカフレックスB」の生産を開始し、自社カメラ事業を本格化させた。このためピジョンフレックスの製造は1954年、35mmレンズシャッター機「ピジョン35」の受託製造先だった長野県の信濃光機株式会社に移された。
カメラ事業の拡大を受け、1955年には諏訪郡下諏訪町の旧片倉製糸丸六製糸場に本社工場を移転した。また1957年に子会社の米国販社「ヤシカ社（Yashica Inc.,）」をニューヨークに開設し、二眼レフカメラメーカーとして積極的に海外市場に進出。1958年には本社の社名も商標と同じ「株式会社ヤシカ」に改称した。同年にはローライフレックス4×4を模した「ヤシカ44」が意匠権を侵害しているとしてローライの米国代理店が訴訟を起こす騒動もあったが、従業員数は1982人に達して急成長を遂げた。
1959年には戦前から続くカメラメーカーのニッカカメラ株式会社を買収して35mmカメラの製造を開始し、ライカタイプのレンジファインダー機「ヤシカE」や、一眼レフカメラの「ヤシカペンタマチック」などを発売した。またズノー光学工業を買収し、同社の技術も獲得した。
さらに自動露出制御の大衆機ブームに合わせ、世界初の電子制御式35mmカメラと銘打つ「ヤシカエレクトロ35」を1965年12月に発表。電池電源をこれまでになく積極的に活用したことによる露出制御の自動化・機構簡略化および大口径レンズの導入によって、暗い所の撮影が困難で壊れやすいとされていた大衆向けEEカメラのイメージを一新し、最終機種（1975年）までのシリーズ累計販売台数は世界で約500万台に達するベストセラー機となった。1968年には長年同社にレンズを供給していた富岡光学器械製造所（1969年に「富岡光学株式会社」に改称、現・京セラオプテック株式会社）を子会社化した。
ヤシカエレクトロ35で培った電子制御技術の実績と、子会社富岡光学のレンズ製造技術が評価され、1974年9月にカール・ツァイスと提携。1975年からTTL完全自動絞りとクイックリターンミラーを内蔵した35mm一眼レフコンタックスRTSを発売した。またコンタックスRTS用カール・ツァイスレンズと同一マウントの「ヤシカ」ブランド一眼レフおよびレンズを併売した。
この間経営面では、試作研究を続けていたテレビ受像器製造事業構想の挫折に加え、牛山善政社長の個人保有株に絡む経理部長の横領事件や社長親族の麻薬事件などの問題を抱えていた。さらに岡谷新工場建設の過大投資やオイルショックによる景気悪化が重なり、1975年に経営破綻。メインバンクである太陽神戸銀行と日商岩井による支援を受けてコンタックスおよびヤシカブランドのカメラ生産を続けたが、カメラのマイクロ・エレクトロニクス化が進む中で新製品の開発が困難な状態に陥り、遠藤良三社長（のち京セラ副社長）の手で1983年10月、京セラ株1対ヤシカ株13の比率で京セラに吸収合併された。本社工場は京セラの長野岡谷工場となった。
製品についての詳細はコンタックス、ヤシカのカメラ製品一覧を参照のこと。

### 京セラ時代のヤシカ
ヤシカの事業を引き継いだ京セラ光学機器事業本部は合併後も高級機のコンタックス、低価格機のヤシカの各ブランドでカメラ生産を続けていたが、国内向けの普及機については1986年発売開始のオートフォーカスコンパクトカメラ「京セラTD」から京セラブランドで生産を開始した。しかし海外市場を重視した旧ヤシカの戦略で海外における「YASHICA」ブランドの知名度が高かったため、海外向けの低価格機は引き続きヤシカブランドで販売された。また合併翌年の1984年にはヤシカブランドの京セラ製MSXコンピュータ「YC-64」が海外向けに発売された。
カメラ生産は1984年12月以降、長野岡谷工場がコンタックスブランドやヤシカブランドの一眼レフ、北海道北見工場（北海道北見市豊地）がヤシカ/京セラブランドのオートフォーカスコンパクトカメラを担当したが、チップコンデンサなどの電子部品生産増強を目指した1988年の国内生産体制再編でカメラ生産ラインは長野岡谷工場に一本化された。しかし光学機器事業本部は合併時の期待どおりの収益を上げることができず、ヤシカ出身社員の多くは1990年代以降、京セラが手がけた第二電電（DDI、現在のKDDI）などの別事業に投入された。
京セラ長野岡谷工場は、ヤシカが1959年に岡谷市から購入した旧片倉製糸工場跡地を活用して1972年に開設。下諏訪町の工場は1973年7月より武藤工業の諏訪工場となっている。60年代にはヤシカが進出を目論んでいたテレビ受像器製造事業の専用工場を建設する構想だった。面積は約8万平方メートルで、単一工場面積としては現在も岡谷市内最大を誇る。京セラ合併後も光学機器事業本部の工場としてカメラ生産を継続。現在はサーマルヘッド部品、LEDヘッド部品、単結晶サファイア製品などを生産している。
京セラは2007年にカメラ事業から撤退。保有していた「ヤシカ」の商標権を京セラ製カメラの販売代理店だった香港の企業、JNCデイタム・テック・インターナショナル株式会社に売却した。

### 現行のヤシカブランド
現在はJNCデイタム・テック・インターナショナルが販売するコンパクトカメラ、デジタルカメラ、液晶テレビ、携帯電話などのブランドとして使用されている。
また2008年9月には、エグゼモードが、JNCから日本におけるブランド使用権を取得。JNCと提携してヤシカブランドのデジタルカメラ、ビデオカメラ、デジタルフォトフレームを販売していたが、エグゼモードがaigoとの提携と、ブランドをそこへ特化する関係で2011年でJNCとの提携を終了しYASHICAのブランドが再び日本から撤退する形となった。
その1年後の2012年10月からは株式会社GEANEE（現在の株式会社ジェネシスホールディングス ）によってJNCのYASHICAブランド製品を販売し、みたび日本での展開を開始している。
2018年、Discover株式会社にヤシカブランドの日本販売代理店権利が譲渡され、同ブランドによるスマートフォン用カメラレンズを発売。
さらに2019年には「ヤシカエレクトロ35」を現代版にアレンジした「Y35（1400万画素）」を発売した。同製品は、「ヤシカエレクトロ35」の躯体をモデルとして一般的なデジカメなどに使われるモニターや削除ボタンを搭載しない一方、撮影に際してフィルム巻き上げ操作を再現するギミック機能を持たせた。JNCが新たに開発した独自の映像加工技術「The digiFilm システム」を採用し、撮影した写真自体はSDカード・SDHCカードに保存されるが、撮影したい被写体に併せてカメラフィルムを模した6種類のカートリッジ（ファンシー=セピアカラー風、ヤシカブルー、1600=ハイコントラスト高感度フィルム風、白黒（Black&White)、200=高画質フィルム風、6x6=正方形写真用）を使い分ける仕組みを取り入れている。

## 沿革

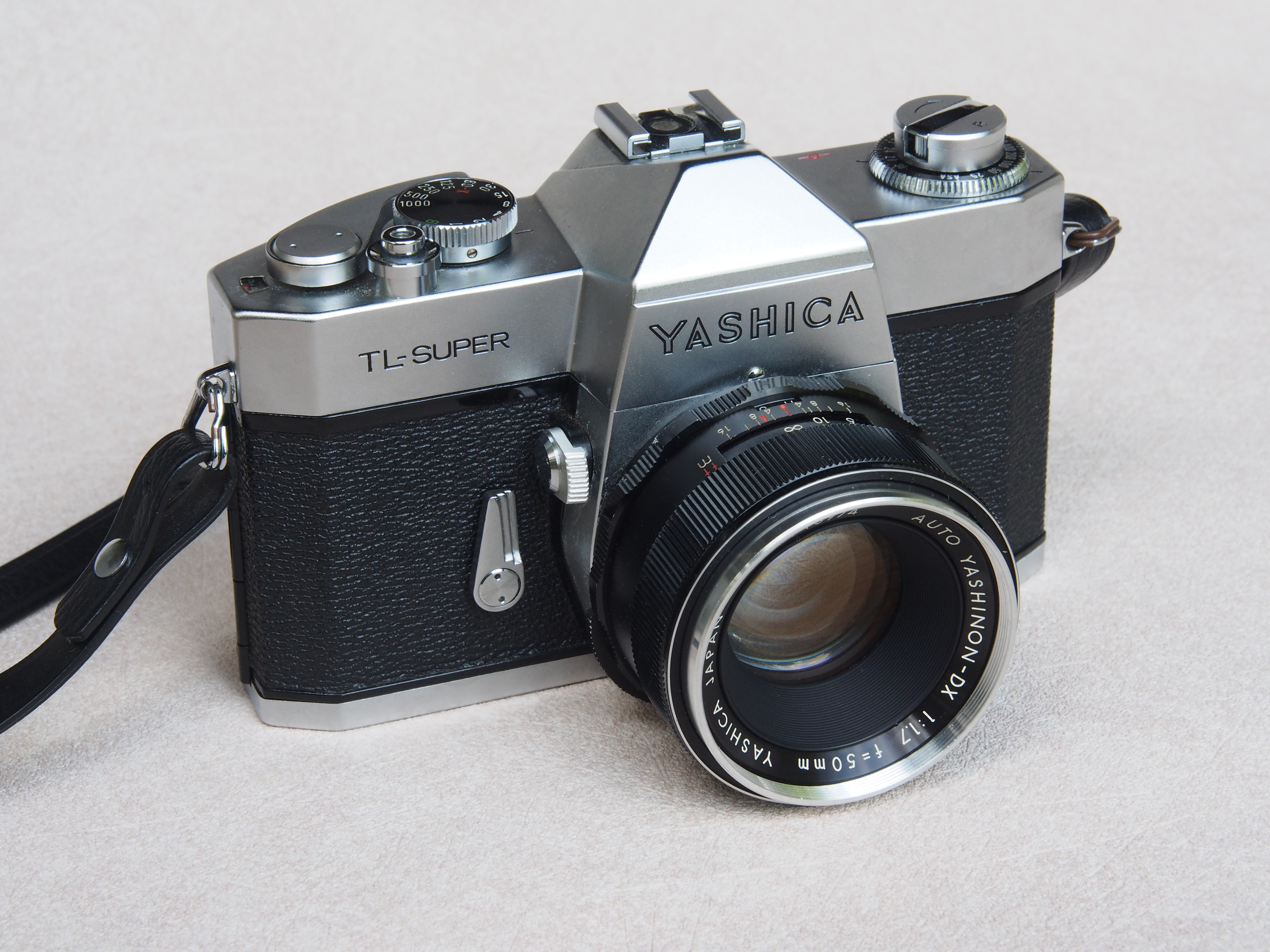
ヤシカTLスーパー(1967年)

- 1949年 - 長野県諏訪市のバルブメーカー北澤工業株式会社（現・東洋バルヴ株式会社）勤務の牛山善政らが独立し、同市内に「八洲精機株式会社」を設立。
- 1953年 - 商号を「八洲光学精機株式会社」に変更。6×6cm判二眼レフ「ピジョンフレックス」および同改良型「ヤシカフレックスB」発売。
- 1954年 - 世界で初めてセレン露光計内蔵の6×6cm判二眼レフ「ヤシカフレックスS」発売。
- 1955年 「ヤシカフレックスC」発売。長野県諏訪郡下諏訪町御田町の旧片倉製糸丸六製糸場に諏訪工場を移転（現・武藤工業諏訪工場）。
- 1957年 - ニューヨークに米国販社の子会社「ヤシカ社」を設立。
- 1958年 - 商号を「株式会社ヤシカ」に変更。ローライフレックス4×4（通称「グレーベビーローライ」）を模した4×4cm判二眼レフ「ヤシカ44」発売。ニューヨーク市場でヤシカ44が自社のデザインを盗用しているとして、ローライフレックス4×4の製造元であるフランケ・ハイデッケ有限合名会社代理店から意匠権侵害で提訴される。（双方の代理店間でアメリカ意匠権＝DesignPatent＝法における侵害当事者間訴訟を提訴）
- 1959年 - ローライフレックス4×4製造元が意匠権侵害訴訟を取り下げる和解が成立。アメリカ・フィラデルフィアのシェラトンホテルで両社の社長同士が調印し、ヤシカはグレー仕上げヤシカ44を製造中止する条件で解決した。ニッカカメラを実質上合併し、「ニッカ33」を改称した35mmレンジファインダー機「ヤシカE」（のち「ヤシカYE」）を発売。完全自動絞り、クイックリターンミラー内蔵の35mm一眼レフ「ヤシカペンタマチック」を発表。
- 1966年 - 世界初の35mm電子シャッターEEカメラ「ヤシカエレクトロ35」の発売開始。1975年の最終モデルまでに世界で累計約500万台を販売する。
- 1968年 - ヤシカにレンズを供給していた株式会社富岡光学器械製造所（後の京セラオプテック株式会社）を子会社化。
- 1972年 - 岡谷市から1959年に購入した旧片倉製糸工場跡地（長野県岡谷市長地小萩）に岡谷工場を開設し全面移転（現・京セラ長野岡谷工場）。バレーボール部女子チームが日本リーグで初優勝。
- 1974年 - 経営悪化で大規模な人員整理。相模原工場（神奈川県）閉鎖で労働組合委員長、工場長が相次ぎ割腹自殺図る。
- 1975年 - TTL完全自動絞り、クイックリターンミラー内蔵の35mm一眼レフコンタックスシリーズの発売開始。経営破綻にともない京セラの経営支援開始。
- 1978年 - バレーボール部が廃部。
- 1979年 - 「コンタックス139クォーツ」発売。
- 1983年 - 京セラに吸収合併。
- 2005年 - 京セラ、カメラ事業を大幅に縮小。
- 2007年 - 香港のJNCデイタム・テック・インターナショナル株式会社に「ヤシカ」商標権を売却。京セラのカメラ事業からの撤退が完了。
- 2008年 - エグゼモード株式会社がJNC社と提携し、日本における「ヤシカ」のブランド使用権を取得。2011年までヤシカブランドでデジタルカメラなどを販売した[9]。
- 2012年 - GEANEE社がヤシカブランドの日本国内での展開を開始[6]

## 提供番組
- ヤシカゴールデン劇場（日本テレビ）
- 孤独のメス（TBSテレビ　1969年4-7月に生放送。番組中に片山竜二が出演した生コマーシャルがあった）
- 土曜グランド劇場（日本テレビ）[10]
- NNNきょうの出来事（日本テレビなど、1970年代前半の一社提供時代）
- NNNニューススポット (日本テレビなど、1970年代後半)
1978年頃、加納典明がCMに起用され、FRシリーズのCMにおいて、「レンズで勝負だぜ!!ツァィスの向こうに俺がいる。他のカメラでこのレンズが使えるか!!」と、従来品を手渡されてから捨てるというシーンが放送された。
また京セラに統合後も、大原麗子を起用したものが放送された。